# راندي هولدن
راندي هولدن (بالإنجليزية: Randy Holden)‏ هو عازف قيثارة وموسيقي أمريكي، ولد في 2 يوليو 1945.

## وصلات خارجية
- الموقع الرسمي
- راندي هولدن على موقع ميوزك برينز (الإنجليزية)
- راندي هولدن على موقع أول ميوزيك (الإنجليزية)
- راندي هولدن على موقع ديسكوغز (الإنجليزية)